# Ecsetfarkú patkánykenguru

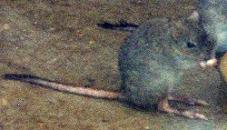
Ecsetfarkú patkánykenguru a duisburgi állatkertben

Az ecsetfarkú patkánykenguru (Bettongia penicillata) az emlősök (Mammalia) osztályának az erszényesek (Marsupialia) alosztályágához, ezen belül a diprotodontia rendjéhez és a patkánykenguru-félék (Potoroidae) családjához tartozó faj.

## Előfordulása
Egykor egész Dél- és Délnyugat-Ausztráliában előfordult, mára azonban néhány szigetszerű folttá zsugorodott elterjedési területe. Ez a néhány folt Ausztrália délnyugati csücskében található. Más vidékeken az állomány kipusztult.

## Alfajai
- Bettongia penicillata penicillata
- Bettongia penicillata ogilbyi

1967-ben Norman Wakefield egy új patkánykengurufajt fedezett fel az északkelet-ausztráliai Queenslandben, amely a Bettongia tropica tudományos nevet viseli. Egyes vélemények szerint azonban ez nem önálló faj, hanem a Bettongia penicillata egyik alfaja.

## Megjelenése
Hasonlóan a többi patkánykenguruhoz, sokkal kisebb, mint a valódi kenguruk. Testtömege csupán 1,1-1,6 kilogramm. Szürkés, néhol sárgásszürke szőrzet borítja testét, amely a hasoldalon világosszürkébe megy át. A farok hátulsó harmadát fekete szőrpászmák fedik, amelyek egyfajta „ecsetet” alkotnak a farok végén. Innen nyerte a faj az „ecsetfarkú” elnevezést.

## Életmódja
Éjjel aktív állat, a nappal fészkébe húzódik vissza. Fészkét fűszálakból és ágacskákból alakítja ki. A fészekanyagot farkával nyalábolja fel, s így viszi az épülő fészekhez. Jobbára magányosan él és aktívan védelmezi területét. Tápláléka főként növényi eredetű, de néha kisebb gerincteleneket is elfogyaszthat. Néhány gombafaj földalatti tenyésztestét kedveli leginkább.

## Szaporodása
A többi erszényeshez hasonlóan igen rövid a vemhességi ideje: csupán 21 nap. Az utód 90 napos korában mászik ki először az erszényből, de még hetekig visszajárogat oda. Öt és fél hónaposan válik ivaréretté és akár hat évig is élhet a természetben. Az eddigi rekordot egy fogságban tartott nőstény egyed tartja 14 éves élettartammal.

## Természetvédelmi helyzete
Állományát súlyosan veszélyeztetik a kóbor macskák és a rókák, amelyeket eredetileg nem honosak Ausztráliában, hanem az ember telepítette be őket. Emiatt a legvédettebb fajok közé tartozik, és az állatkertek világszerte azon igyekeznek, hogy mesterséges körülmények között minél nagyobb eredménnyel szaporítsák őket. Európában az Európai Állatkertek és Akváriumok Szövetsége felügyelete alá tartozó Európai Veszélyeztetett Fajok Programja (EEP) keretében tenyésztik a faj egyedeit.
Magyarországon csak a Budapesti Állatkertben tartják. Itt rendszeresen szaporodik is.